# Perrierophytum humbertianthum
Perrierophytum humbertianthum är en malvaväxtart som beskrevs av Bénédict Pierre Georges Hochreutiner. Perrierophytum humbertianthum ingår i släktet Perrierophytum och familjen malvaväxter. Inga underarter finns listade i Catalogue of Life.